# Андроник Палеолог (протосевастоипертат)
Андроник Палеолог (на средногръцки: Ἀνδρόνικος Παλαιολόγος; fl.1185–91) е византийски аристократ и генерал от късния XII век.
Сведенията за произхода и живота на Андроник Палеолог са изключително оскъдни. За него се споменава за първи път през 1185 г. като един от генералите, изпратени от император Андроник I Комнин начело с великия доместик на Изтока Алексий Гидо в помощ на Солун, който по това време е обсаден от норманите. Останалите генерали, взели участие в похода, са Мануил Камица, Теодор Хумн, синът на императора – Йоан Комнин, и евнухът Никифор Паракимомен.
През 1191 г. Андроник Палеолог е сред участниците в императорския синод, на който присъствал в качеството си на пансевастоипертат и зет на император Исак II Ангел, като в регистрите на събитието Андроник заема място между двамата братовчеди на императора – Мануил Камица и Мануил Ангел. Роднинската връзка между Андроник и императора не може да бъде определена със сигурност, но вероятно Андроник в бил женен за братовчедка или племенница на Исак II Ангел. На Адроник Палеолог е посветен един кратък омилий, автор на който е Михаил Глика.
Андроник е идентифициран и като притежателя на един съхранен оловен печат, върху който е споменат с титлата протопаносеваст и ипертата и е посочен още като Комнин и Дука по произход.